# Apocephalus glabriventris
Apocephalus glabriventris är en tvåvingeart som beskrevs av Brown 2000. Apocephalus glabriventris ingår i släktet Apocephalus och familjen puckelflugor. Inga underarter finns listade i Catalogue of Life.